# Церковь Святой Марии Магдалины (Тарнобжег)
Церковь Святой Марии Магдалины (пол. Kościół Świętej Marii Magdaleny) — католическая церковь в городе Тарнобжег (Польша).

## История
Церковь Святой Марии Магдалины возведена между 1160 и 1185 годами в готическом стиле. В первой половине XIV века — возможно, по инициативе польского короля Казимира III — был окончательно обустроен готический пресвитерий, ранее выложенный красным кирпичом и многократно перестраиваемый. Каменная крестильня, находящаяся в храме, датируется XV веком. В первой половине XVII века перестроили часть нефа и сакристию. В это же время в церкви поставили главный и боковой алтари. В XX веке была перестроена боковая часовня.
В XV веке в церкви действовала известная приходская школа, возможно основанная Яном Длугошем. В XVI веке эта школа была преобразована в среднюю школу. В XVII веке эта школа называется в исторических документах Мехочинской академией. С 1922 года храм является приходской церковью.